# Parròquia de Beļava
La Parròquia de Beļava (en letó: Beļavas pagasts) és una unitat administrativa del municipi de Gulbene, Letònia. Abans de la reforma territorial administrativa de l'any 2009 pertanyia al raion de Gulbenes.
L'edifici més important la Casa Senyorial de Beļava va ser construït al voltant de 1760 en arquitectura barroca. Actualment allotja l'escola primària Krišjānis Valdemars.

## Pobles, viles i assentaments
Els llogarets de la parròquia de Beļava són:
- Auguliena
- Auziņas
- Beļava (centre parroquial)
- Butāni
- Dumpji
- Gulbītis
- Letes
- Naglene
- Pilsskola
- Sīļi
- Spārīte
- Spriņģi
- Vanagi

## Hidrologia

### Rius
- Asarupe
- Cirstupe
- Dzēsupīte
- Kamaldiņa
- Melnupīte
- Mudaža
- Olekšupīte
- Pinteļupīte

### Llacs i embassaments
- Llac Augulienas
- Llac Sprīvuļu
- Pinteļu
- Sudalezers